# Army of the Cumberland
Die Army of the Cumberland (Armee des Cumberland, oft auch einfach Cumberland-Armee) war ein Großverband des US-Heeres im Sezessionskrieg.
Die Armee entstand im Herbst 1862 durch die Umbenennung der bisherigen Ohio-Armee. Namensgeber der Armee war der Fluss Cumberland, ihr erster Oberbefehlshaber wurde Generalmajor William Starke Rosecrans. Die erste Schlacht führte die Cumberland-Armee vom 31. Dezember 1862 bis zum 2. Januar 1863 am Stones River, in der sie die Angriffe der konföderierten Tennessee-Armee abwehren und diese zum Ausweichen zwingen konnte.
Nach dem Wiederherstellen der Einsatzbereitschaft führte General Rosecrans im August mit der Armee den Tullahoma-Feldzug durch, der große strategische Erfolge erzielte. Der wichtige Eisenbahnknotenpunkt Chattanooga fiel in die Hände der Unionisten, und die konföderierte Tennessee-Armee musste ins nördliche Georgia ausweichen. In der Schlacht am Chickamauga im September 1863 fügte die Tennessee-Armee der Cumberland-Armee eine schwere Niederlage zu. Die Nordstaatler wichen schwer angeschlagen nach Chattanooga aus. Dort wurde die Armee eingeschlossen.
Grant strukturierte die Cumberland-Armee stark um. Er ersetzte General Rosecrans durch Generalmajor George H. Thomas, der am Chickamauga Standfestigkeit gezeigt hatte. Außerdem fasste er alte Korps zusammen und baute aus Verstärkungstruppen neue auf. Mit der solcherart verstärkten Cumberland-Armee und einigen Elementen der Tennessee-Armee gelang Grant in der Schlacht von Chattanooga im November 1863 der Durchbruch durch die konföderierten Linien – die Stadt und die Armee waren wieder frei.
Während des Atlanta-Feldzuges unter Generalmajor William T. Sherman 1864 war die Cumberland-Armee die zahlenmäßig stärkste Armee und hatte maßgeblichen Anteil an der Einnahme der Stadt Atlanta. Nach der Schlacht war es vor allem die Cumberland-Armee unter Thomas, die sich John Bell Hoods Tennessee-Armee im Franklin-Nashville-Feldzug entgegenstellte und ihn in der Schlacht von Nashville vernichtend schlug. Nach dem Krieg nahm die Army of the Cumberland an der Grand Review of the Armies, einer Militärparade und Feier, in Washington, D.C. am 23. und 24. Mai 1865 teil.

## Übersicht
| Kommandeur                         | von              | bis              | Wichtige Schlachten/Feldzüge                                                             |
| ---------------------------------- | ---------------- | ---------------- | ---------------------------------------------------------------------------------------- |
| Major General William S. Rosecrans | 24. Oktober 1862 | 19. Oktober 1863 | Schlacht am Stones River, Tullahoma-Feldzug, Schlacht von Chickamauga                    |
| Major General George H. Thomas     | 19. Oktober 1863 | 1. August 1865   | Schlacht von Chattanooga, Atlanta-Feldzug, Schlacht von Franklin, Schlacht von Nashville |